# Émile Nourry
Pour les articles homonymes, voir Nourry.
Ne doit pas être confondu avec Alexandre Saint-Yves d'Alveydre.
Émile Nourry, né à Autun (Saône-et-Loire) le 6 décembre 1870 et mort à Paris le 27 avril 1935, était un libraire et éditeur parisien, mais aussi un folkloriste, un des précurseurs des études folkloriques en France. 
Sous le pseudonyme de Pierre Saintyves, il publia de nombreux ouvrages. Parmi ses autres titres, il fut président de la Société du folklore français et directeur de la Revue du folklore français et de la Revue anthropologique, ainsi que maître de conférences à l'École d'anthropologie de Paris.

### Œuvres de Pierre Saintyves
- La Réforme intellectuelle du clergé et la liberté d'enseignement, Nourry, 1904
- Le miracle et la critique historique, Nourry, 1907
- Les saints successeurs des dieux. I. L'origine du culte des saints II. Les sources des légendes hagiographiques. III. La mythologie des noms propres, Nourry, 1907
- Les Vierges mères et les naissances miraculeuses, 1908
- Les reliques et les images légendaires. Le miracle de Saint Janvier, Les reliques du Buddha, Les images qui ouvrent et ferment les yeux, Les reliques corporelles du Christ, Talismans et reliques tombés du ciel, Mercure de France, 1912, 340 p.
- La simulation du merveilleux, préface du Dr Pierre Janet, Paris, Flammarion, 1912.
- La force magique : du mana des primitifs au dynamisme scientifique, Émile Nourry, 1914 , Lire en ligne sur la BNAM
- Les Responsabilités de l'Allemagne dans la guerre de 1914, 1915
- Les Grottes dans les cultes magico-religieux et dans la symbolique primitive, précédé par L'Antre des Nymphes de Porphyre, Emile Nourry, 1918
- Les Liturgies populaires : rondes enfantines et quêtes saisonnières, Edition du livre mensuel, 1919
- Les origines de la médecine : empirisme ou magie ?, Nourry, 1920
- L'éternuement et le bâillement dans la magie. L'ethnographie et le folklore médical, 1921. Rééd. Savoir pour être, 1995.
- Essais de folklore biblique. Magie, mythes et miracles dans l'Ancien et le Nouveau Testament, Émile Nourry, 1922
- Les contes de Perrault et les récits parallèles : leurs origines, coutumes primitives et liturgies populaires, Paris, Émile Nourry, 1923, XXIII-646 p. (présentation en ligne). Réédition en fac-similé : Les contes de Perrault et les récits parallèles : leurs origines, coutumes primitives et liturgies populaires, Genève / Paris, Éditions Slatkine, 1990, XXIII-646 p. (ISBN 2-05-101097-8). Réédition établie par Francis Lacassin : Les contes de Perrault et les récits parallèles : leurs origines ; En marge de la Légende dorée : songes, miracles et survivances ; Les reliques et les images légendaires, Paris, Robert Laffont, coll. « Bouquins » (no 75), 1987, 1192 p. (ISBN 2-221-05331-1).
- La légende du docteur Faust, L'édition d'art, 1926
- En marge de la Légende dorée, Paris, Émile Nourry, 1931
- Les cinquante jugements de Salomon ou les arrêts des bons juges, d'après la tradition populaire, Editions Domat-Montchrestien, 1933
- Corpus du folklore des eaux en France et dans les colonies françaises, Émile Nourry, 1934, IV-270 p.
- Corpus du Folklore préhistorique (pierres à légendes), Nourry, 1934-1936, 510p.
- Manuel de folklore. Lettre-préface de Sébastien Charléty, J. Thiébaud, 1936, 229 p.
- Pierres magiques : bétyles, haches-amulettes et pierres de foudre. Traditions savantes et traditions populaires, J. Thiébaud, 1936, 296 p.
- Saint Christophe : successeur d'Anubis, d'Hermès et d'Héraclès, 1936, 55 p. , Lire en ligne sur la BNAM
- L'astrologie populaire étudiée spécialement dans les doctrines et les traditions relatives à l'influence de la Lune. Essai de méthode dans l'étude du Folklore des opinions et des croyances, J. Thiébaud, 1937, 472 p. Editions du Rocher, 1989.
- Deux mythes évangéliques, les douze apôtres et les 72 disciples, Émile Nourry, 1938

### Études sur Pierre Saintyves
- Un grand folkloriste, P. Saintyves (Emile Nourry). 1870-1935. Discours de M. René Maunier, professeur à la Faculté de Droit de l'Université de Paris, Président de la Société du Folklore français. Discours de M. Anthony, Professeur à l'Ecole d'Anthropologie, Secrétaire général de la Société d'Anthropologie de Paris. Discours de M. Louis Marin, ministre d'État. Discours de Sir James George Frazer, Président d'honneur de la Société du Folklore français. Notes biographiques par Mlle C. Leroy. Le folklore, sa définition et sa place dans les sciences anthropologiques par P. Saintyves. Bibliographie de P. Saintyves. Revue de Folklore français et de folklore colonial, Numéro spécial. Paris, Librairie Larose, 1935.